# Verbrandingswarmte
De verbrandingswarmte van een bepaalde brandstof is de specifieke energie, meestal in de vorm van warmte, die bij de verbranding van de brandstof vrijkomt. De verbrandingswarmte wordt gebruikelijk aangegeven in joule per kilogram (J kg−1) bij vaste stoffen) of in joule per kubieke meter (J m−3) bij vloeistoffen en gassen).
Verbrandingswarmte wordt gedefinieerd als "De warmte die vrijkomt bij volledige verbranding van een stof of materiaal."
Hetzelfde begrip is bekend onder een aantal andere namen, zoals de temperatuursafhankelijke enthalpie, verbrandingsenthalpie, de specifieke energie, energetische waarde of calorische waarde. Zij zijn alle een maat voor de energie-inhoud van een brandstof, die bij verbranding als warmte vrijkomt.

## Begrippen en metingen
De energetische waarde wordt gewoonlijk gedefinieerd als de hoeveelheid water die een bepaalde brandstof bij volledige verbranding in staat is te verwarmen, van 14,5 graden Celsius naar 15,5 graden Celsius. Dit wordt gemeten bij atmosferische druk (de standaard luchtdruk die overal heerst). De verwarming van 1 gram water met 1 graad kost 1 calorie (= 4,186 joule). Dit is een ouderwetse eenheid die niet in het SI-stelsel wordt gebruikt.
Voor het meten van de energetische waarde bestaat een DIN-norm, namelijk DIN 51900. De metingen worden gedaan met een adiabatische bomcalorimeter.
De energie (in de vorm van warmte) die vrijkomt bij de verbranding van 1 kubieke meter brandstof wordt de verbrandingswarmte genoemd.
In de thermodynamica wordt vrijwel alleen nog in joules of kilojoules gewerkt, en wordt in de regel de verbrandingsenthalpie {\displaystyle q_{p}=\Delta _{c}H^{o}} bedoeld die, bij constante druk en onder standaardcondities, vrijkomt bij de verbranding van 1 mol brandstof, onder vorming van de hoogste oxiden. (Dus CO2, niet CO bijvoorbeeld.) Voor de verbranding van propaan is de reactie:
{\displaystyle {\ce {C3H8(g) + 5O2(g) -> 3CO2(g) + 4H2O(l)}}}
De temperatuur waarbij het experiment wordt uitgevoerd behoort gespecificeerd te worden, maar is vaak 25 °C. In dat geval is de standaard vloeibaar water en een druk van (gewoonlijk) 1 atmosfeer.
In een bomcalorimeter wordt in de praktijk echter {\displaystyle q_{v}=\Delta _{c}U^{o}} gemeten, de verbrandingsenergie in plaats van de verbrandingsenthalpie, ofwel de warmte bij constant volume in plaats van constante druk. Deze waarde wordt gewoonlijk gecorrigeerd naar de enthalpie met:
{\displaystyle \Delta _{c}U^{o}=\Delta _{c}H^{o}+\Delta (n_{\text{gas}})RT}
In het geval van propaan geldt {\displaystyle \Delta (n_{\text{gas}})=-3} omdat er eerst 6 mol gas is (te weten 1 mol propaangas en 5 mol zuurstofgas) en later nog maar 3 mol (te weten kooldioxide). De correctie brengt het verschil in volumearbeid in rekening en is in de regel klein (<1%).

## Onderste en bovenste verbrandingswaarde
In het bovenstaande voorbeeld is er aan het eind van de reactie vloeibaar (gecondenseerd) water. Indien het eindproduct waterdamp is, scheelt dit in de uitkomst. Het verschil is de verdampingswarmte van water die door condensatie vrijkomt. Technisch is dit van groot belang. Bij veel chemische processen (bijvoorbeeld verbranding) bevatten de uitlaatgassen een grote hoeveelheid waterdamp. Als deze waterdamp door de schoorsteen wordt afgevoerd gaat veel energie verloren. Er wordt bij die verbrandingsprocessen dan vaak gesproken over de onderste en bovenste verbrandingswaarde, waarbij de onderste verbrandingswaarde de energie-opbrengst betreft, waarbij het water als waterdamp aanwezig is, dus zonder de condensatie-energie, en de bovenste verbrandingswaarde de opbrengst betreft, waarbij het water als vloeistof aanwezig is, dus met de condensatie-energie. De bovenste verbrandingswaarde is dus altijd minimaal net zo groot als de onderste verbrandingswaarde en in de praktijk altijd hoger. De hoeveelheid energie die maximaal kan worden aangewend na verbranding is de energie die aangegeven wordt met de bovenste verbrandingswaarde. In Europa is het echter gebruikelijk om het rendement te bepalen ten opzichte van de onderste verbrandingswaarde.
Men spreekt ook wel van de energetische bovenwaarde, bruto stookwaarde of verbrandingswaarde (Hb). Er is ook een energetische onderwaarde, ook (netto) stookwaarde (Ho) genoemd. Dit is de warmte die vrijkomt bij verbranding zonder de condensatiewarmte van de verbrandingsgassen mee te rekenen. Dus:
{\displaystyle \mathrm {bovenwaarde(hs)=onderwaarde(hi)+condensatiewarmte} }.
Voor standaard Nederlands aardgas bijvoorbeeld is de bovenwaarde 35,17 MJ/m3 en de onderwaarde 31,65 MJ/m3.
De reden dat hoogrendementsketels een rendement van meer dan honderd procent kunnen halen komt doordat volgens de Europese richtlijnen het rendement van een ketel bepaald wordt met behulp van de onderste verbrandingswaarde. Doordat een HR-ketel de energie uit de waterdamp terugwint, kan deze een hoger rendement halen.

## Voorbeelden
De energetische waarde van een gas wordt uitgedrukt in megajoule per kubieke meter (MJ/m3). Aardgas heeft een energetische waarde van 31,65 MJ/m³. Waterstof van 10,8 MJ per m3.
De energetische waarde van een vloeibare of vaste brandstof wordt uitgedrukt in megajoule per kilogram. Zo heeft kerosine een calorische waarde van 46,5, en droog, harsvrij hout van rond de 19 MJ/kg.
Ook de brandbaarheid van stoffen wordt in een energetische waarde uitgedrukt. Zo wordt een stof met een energetische waarde van 2,0 MJ/kg of minder als onbrandbaar aangemerkt.

### Aardgas
De samenstelling van gewonnen aardgas, en daarmee de energetische waarde, varieert. In Nederland wordt het geleverde gas bij de klant gemeten in m3. Om te corrigeren voor verschillen in energetische waarde, wordt het geleverde aardgas teruggerekend naar één standaard verbrandingswaarde. Particulieren vinden op de afrekeningen van het gasbedrijf de energetische waarde (of calorische waarde) van het geleverde gas terug.

## Verbrandingswarmte van enkele stoffen en mengsels
| Stof      | Verbrandingswarmte (109 J/m3) |
| --------- | ----------------------------- |
| Alcohol   | 22                            |
| Benzine   | 33                            |
| Diesel    | 36                            |
| Spiritus  | 18                            |
| Stookolie | 40                            |

| Stof      | Verbrandingswarmte (106 J/m3) |
| --------- | ----------------------------- |
| Waterstof | 10,8                          |
| Methaan   | 35,8                          |
| Propaan   | 93,8                          |
| Butaan    | 120,7                         |

| Brandstof             | BW (MJ/kg) | BW (kJ/mol) | OW (MJ/kg) | OW (kJ/mol) |
| --------------------- | ---------- | ----------- | ---------- | ----------- |
| Waterstof             | 141,80     | 286         | 121,00     |             |
| Methaan               | 55,50      | 889         | 50,00      |             |
| Ethaan                | 51,90      | 1.560       | 47,80      |             |
| Propaan               | 50,35      | 2.220       | 46,35      |             |
| Butaan                | 49,50      | 2.877       | 45,75      |             |
| Pentaan               |            |             | 45,35      |             |
| Benzine               | 47,30      |             | 44,40      |             |
| Alkaan                | 46,00      |             |            |             |
| Kerosine              | 46,20      |             | 43,00      |             |
| Diesel                | 44,80      |             |            |             |
| Steenkool (Antraciet) | 35,3       |             | 35         |             |
| Bruinkool (Ligniet)   | 28         |             | 15         |             |
| Hout                  | 15         |             |            |             |
| Turf (droog)          | 15         |             |            |             |
| Turf (vochtig)        | 6          |             |            |             |
| Witte fosfor          |            |             | 24,30      | 3.011,0     |

## Voeding
In de dieetleer wordt de voedingswaarde, het aantal calorieën dat bepaald voedsel levert, gehanteerd als maatstaf welke impact culinaire ingrediënten en bereidingen hebben op de gewenste (vaak maximale, bijvoorbeeld om af te vallen) inname per dag. Een caloriebom is een gerecht dat bijzonder veel calorieën levert (door bereiding met met name suiker en/of vet).